# Ан-2

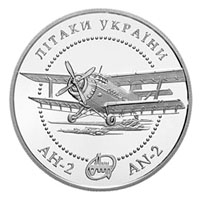
Ан-2 на монеті НБУ 2003 року

Ан-2 (за класифікацією НАТО: Colt — «Лоша», розм. кукурудзник) — легкий транспортний літак, біплан. Має близько двадцяти модифікацій. Один двигун потужністю 1000 к.с. Злітна маса 5250 кг.

## Історія
31 травня 1946 року вийшов наказ про початок розроблення легкого багатоцільового транспортного літака та про створення державного конструкторського бюро ДКБ-153. Цей день відзначається дотепер як день народження бюро О. К. Антонова. Ймовірним прототипом міг бути нідерландський літак Werkspoor Jumbo.
На 1947 рік був виготовлений перший макет літака, а Антонов позиціював свій літак як авіа версію популярної тоді вантажівки «полуторка». 31 серпня 1947 року відбувся перший випробувальний політ, пілот-випробувач — Володін П. Н. Відразу стали помітні характерні риси нового літака. Він був надзвичайно простий у керуванні та міг виконувати такі маневри, що для інших літаків були вкрай небезпечними, політ залишався керованим навіть на швидкості близько 50 км/год.
Було вирішено почати виробництво на Київському заводі № 473, що тоді нагадував мало не кустарні майстерні. Тоді літак отримав офіційну назву «Антонов — 2», або «АН-2». Після модернізації та пристосування виробничих потужностей на кінець 1950 року було розгорнуте серійне виробництво. У 1952 році воно пригальмувало у зв'язку з початком випуску на заводі фронтового бомбардувальника Іл-28, що було значно пріоритетнішим у той час. Але вже у 1953 році виробництво відновилось. За наступні 10 років Київський авіазавод випустив 3164 літаки.
Перші літаки називали «всюдиліт». В Україні (серед льотно-технічного складу) називався кажан, радянська народна назва — «Аннушка», а також «кукурудзник» (успадкований від У-2), з огляду на використання його в сільському господарстві. Випускався також у Польщі — за 1959—2002 роки випущено 11915 літаків (найбільше), дотепер випускається в Китаї. У книзі Гіннеса фігурує як літак, що випускається майже 70 років — найдовше у світі. Загальна кількість виготовлених літаків — понад 18 000. Наймасовіший у світі одномоторний біплан за всю історію авіації. Експлуатується також у США, Канаді, Європі.
Станом на 2007 рік експлуатувалось понад 4 тис. Ан-2. Багато з них літали по 40 і більше років.

## Виробництво
Серійне виробництво здійснювалось у СРСР: Київ та Долгопрудний і закінчилось до 1960 року після випуску понад 5000 літаків. Після цього Ан-2 випускались за ліцензією в Китаї (у 1957—1992 роках збудовано понад 950 штук під позначенням Y-5) і Польщі (у 1960—1992 роках збудовано близько 12 тисяч машин, з яких 10 440 доставлено до СРСР і СНД). Основні ремонтні потужності зосереджено на Вінницькому авіаремонтному заводі. Літак експортувався до 26-ти країн світу.
Літак дуже широко експлуатувався у СРСР на повітряних лініях малої протяжності для перевезення пасажирів і вантажів (часто на лініях, що пов'язували обласні центри з районними, а також селами), виконання різних народногосподарських, зокрема, авіаційних хімічних робіт. Підходить для злету та посадки з непідготовлених ґрунтових майданчиків і, оскільки має дуже малий розгін і пробіг, був незамінний для робіт на малоосвоєних територіях Сибіру та Крайньої Півночі, де застосовувався повсюдно.
Станом на 23 червня 2013 року було втрачено 414 літаків типу Ан-2.
2012 року в Російській Федерації запропоновано програму з відновлення виробництва літаків Ан-2 та модернізації наявного парку.
5 серпня 2016 року пресслужба Державної корпорації «Антонов» повідомила, що легкий транспортний літак Ан-2 потрапив до Книги рекордів Гіннеса, як єдиний літак, який випускають безперервно протягом понад 60 років. Проте сайт Книги рекордів Гіннеса не підтверджує цю інформацію, Ан-2 (разом із модифікацією Ан-3) внесений лише як найбільший біплан. Також понад 60 років випускається Beechcraft Bonanza, виробництва якого розпочалось у 1947 році та триває донині.

## Модифікації

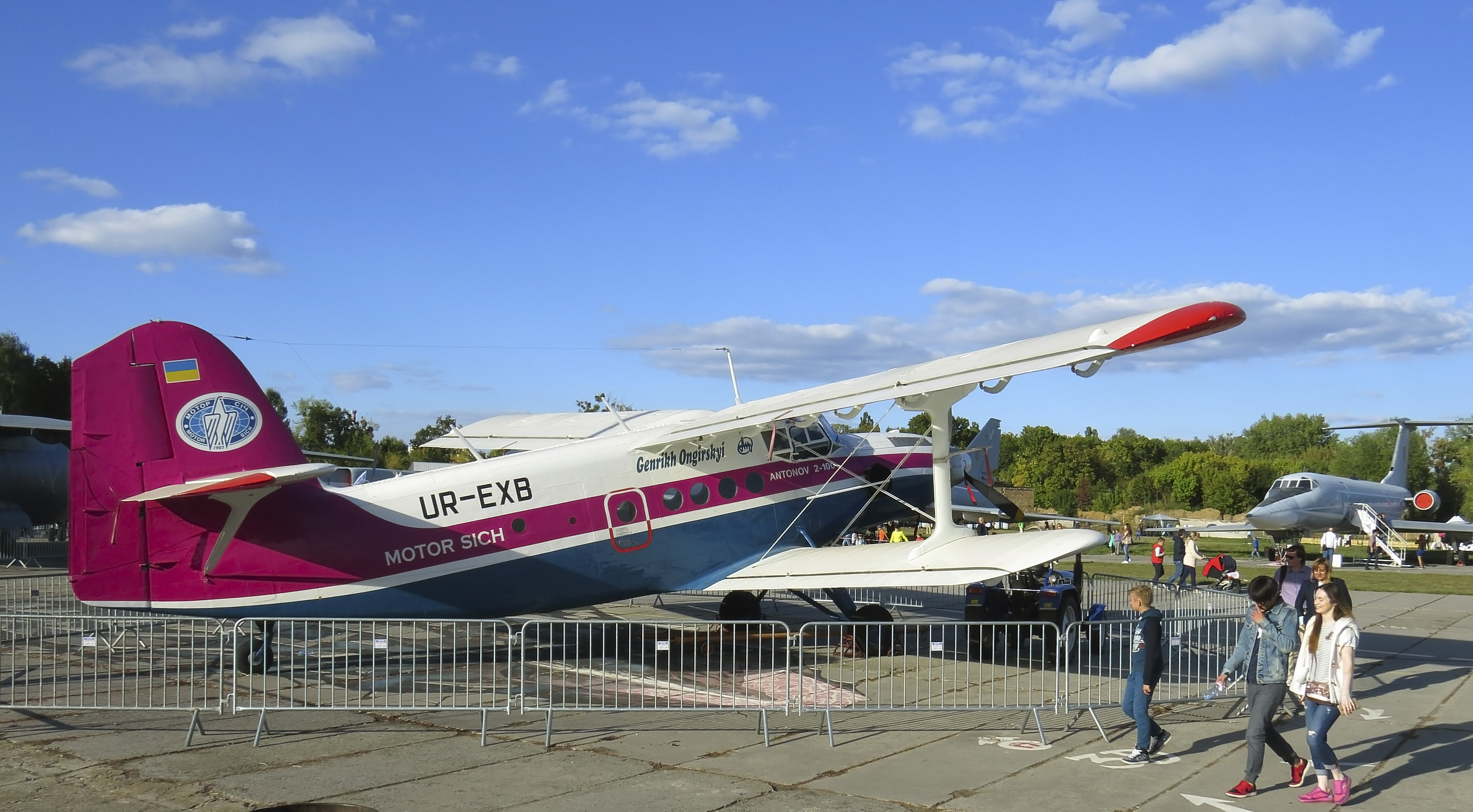
Ан-2-100, Київ

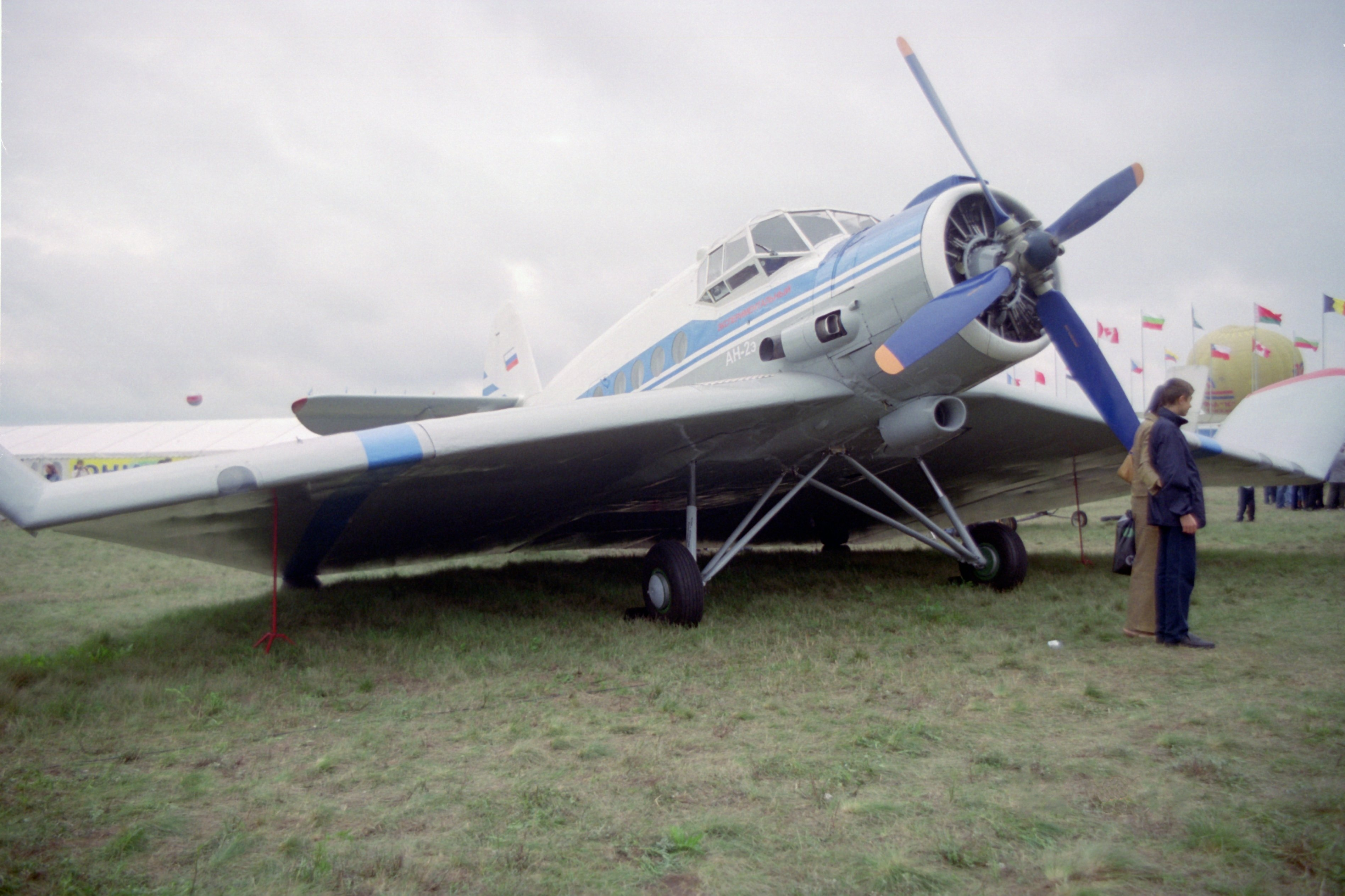
Екраноплан Ан-2Е

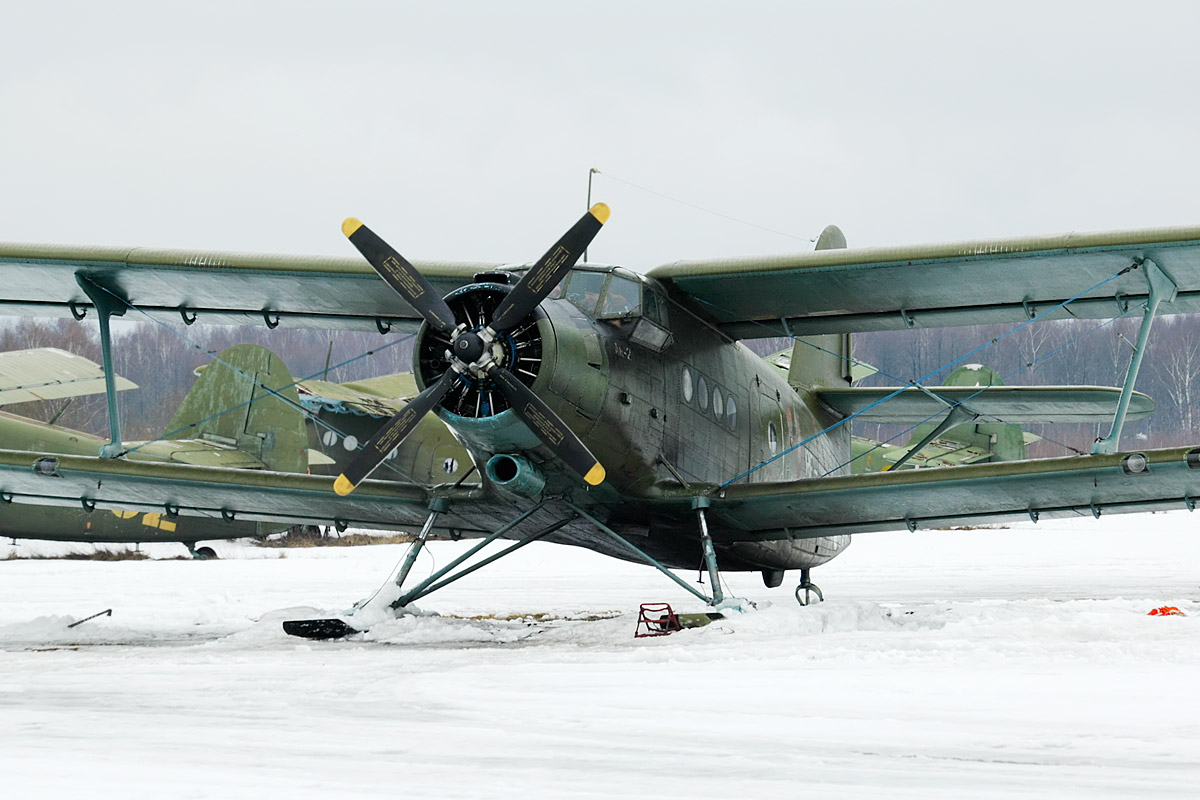
Ан-2 на лижах

### СРСР, Україна, РФ
Перелік:
- Ан-2 (базовий) — перша серійна модифікація.
- Ан-2Л — лісозахисний.
- Ан-2ЛП — лісопожежний (на базі Ан-2В з забором води у поплавці по 630 л кожен).
- Ан-2М — модернізований (одномісний, сільськогосподарський збільшеної місткості).
- Ан-2П — пасажирський (10 м'яких крісел).
- Ан-2ПП — поплавковий протипожежний (цивільний).
- Ан-2C — санітарний (до 6 ношей).
- Ан-2СХ — сільськогосподарський (бак на 1 400 л) СХ.
- Ан-2Т — транспортний (1,5 т вантажу).
- Ан-2ТП — транспортно-пасажирський (10 відкидних сидінь).
- Ан-2ТД — транспортно-десантний.
- Ан-2Ф — для аерофотозйомки. Цивільний варіант зі звичайним фюзеляжем і автопілотом.
- Ан-2Ф, Ан-2 НАК(Ф) — фоторозвідник і нічний артилерійський розвідник. Двокільовий із заскленою хвостовою частиною. Озброювався кулеметом УБТ або автоматичною гарматою НС-23. Перший політ — у квітні 1949 (пілот-випробувач А. Е. Пашкевич). Серійно не будувався.
- Ан-3 — варіант із турбогвинтовим двигуном ТВД-20.
- Ан-4, Ан-2В — «водний» (цивільний гідролітак на поплавцевому шасі). Перший політ 31 липня 1951 року.
- Ан-6, Ан-23А — розвідник погоди з додатковою кабіною в підставі кіля для спостерігача.
- Ан-2В (висотний)  — розвідник погоди без додаткової кабіни в підставі кіля для спостерігача.
- Ан-2 «перехоплювач» — Ан-2 зі здвоєною кулеметною туреллю за центропланом і прожектором для перехоплення розвідувальних аеростатів (1960-ті).
- Ан-2СХ з АПО (авіаційний протипожежний оприскувач).
- Ан-2 на лижному шасі — лижі обладнувались гальмами гребеневого типу, що зберігало керованість на землі.
- Ан-2 на багатоколісному шасі — на основних опорах монтувались візки з трьома колесами кожен, на хвостовій — колесо і лижа. Опорна поверхня зросла вдвоє, що збільшило прохідність, але погіршило маневровість на землі. Шасі серійно не будувалось.
- Ан-2Е — Екраноплан. Дослідний. 1973.
- Ан-2МС — ремоторизований, із турбогвинтовим двигуном Honeywell TPE331-12U.
- Ан-2-100 — ремоторизований, із турбогвинтовим двигуном МС-14 виробництва Мотор-Січ, здійснив перший політ 10 липня 2013 року. Оснащений реверсивним повітряним гвинтом АВ-17. 11 квітня 2017 року літак Ан-2-100 підняв вантаж рекордної для свого класу ваги в 3202 кг на висоту 2700 м[8]. 04.04.18 ремоторизовану модифікацію було сертифіковано[9].

### Польща
- An-2 Geofiz
- An-2LW
- An-2P
- An-2PK (Ан-2 на лижному шасі з підігрівом лиж)
- An-2PR
- An-2R (пол. rolniczy — сільськогосподарський) — АН-2СХ
- An-2S
- An-2T/TD/TP
- An-2M — (пол. morsky — морський) (Ан-4)

### Росія
В липні 2022 року стало відомо, що філія російського інституту Авіаційного приладобудування «Навигатор» проводить роботи над перетворенням Ан-2 на безпілотний літальний апарат шляхом створення нового блоку ОПНП (обчислювач пілотажно-навігаційних параметрів).

### Китай
- Y-5A — АН-2Т
- Y-5B — АН-2СХ
- Y-5С — Ан-2ТД, відрізняється кінцевими аеродинамічними поверхнями на верхньому крилі
- Y-5K — салон бізнес-класу

## Участь у збройних конфліктах
- Війна у В'єтнамі (1959–1975)
- Афганська війна (1979–1989). Один втрачено.
- Війна Хорватії за незалежність (1991)

### Друга карабаська війна
Під час Другої карабаської війни азербайджанські військові переобладнали літаки Ан-2 на безпілотні літальні апарати, де системи дистанційного керування посіли місце пілота-людини в кабіні літака, замінивши екіпаж комплектом, установка якого займає досить короткий проміжок часу.
Таким чином було забезпечено те, що зенітні ракетні комплекси «Тор» витрачають свої дорогі ракети та відволікаються на неважливі повітряні цілі.
Потім Азербайджан почав завдавати удари по ППО використовуючи безпілотники-камікадзе ізраїльського виробництва: IAI Harop та Elbit Skystriker.

### Російсько-українська війна
В лютому 2022 року, напередодні повномасштабного військового вторгнення, російські військові «тихо» випробували нові способи розвідки та ураження українських систем протиповітряної оборони за допомогою біпланів Ан-2.
За повідомленням Defence Blog, російські війська тренуються використовувати застарілі біплани як приманки задля відведення на себе уваги систем української ППО.
Таким чином росіяни імітуватимуть прорив гелікоптерної або безпілотної груп.

## Характеристики

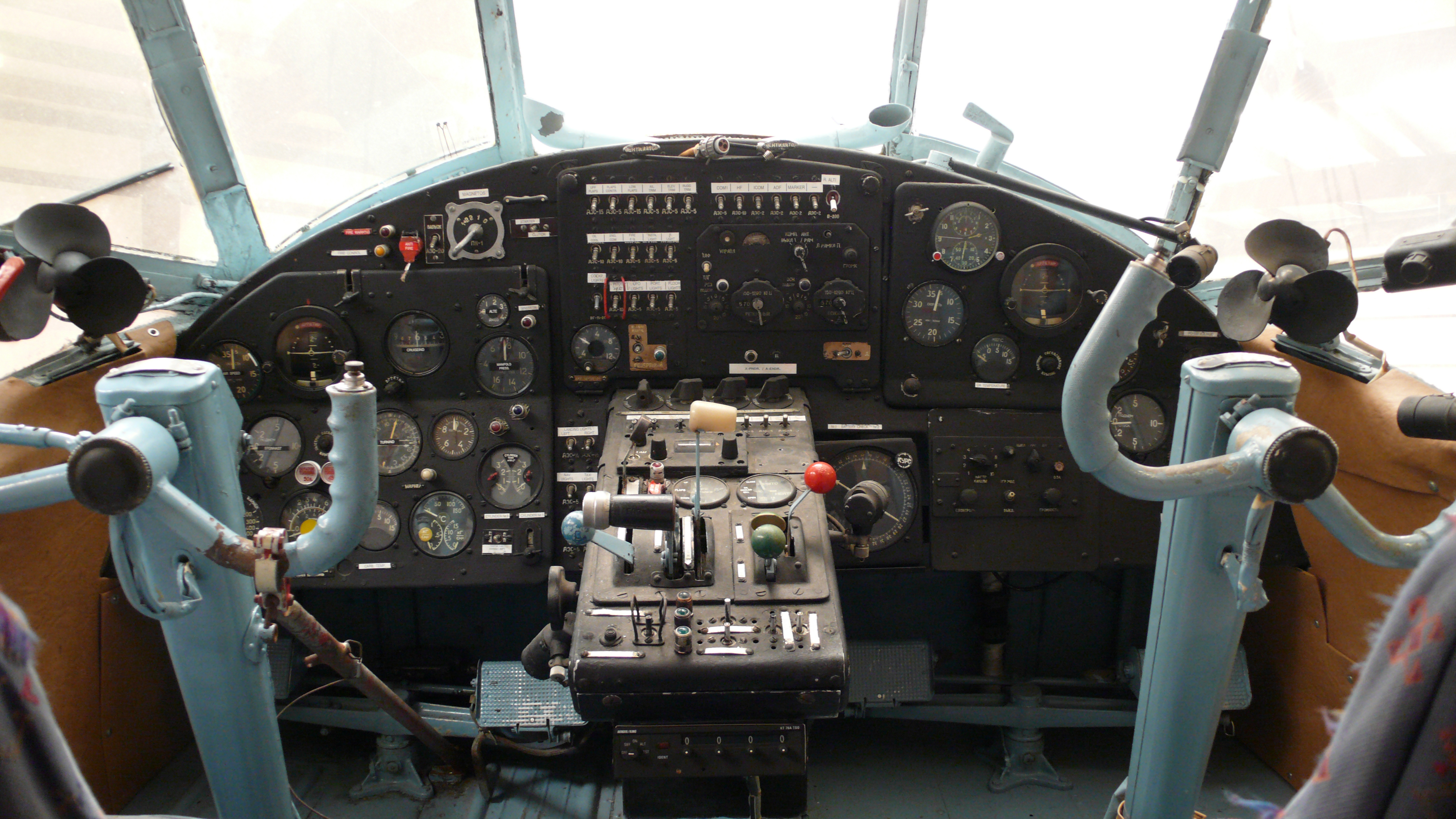
Кабіна Ан-2

Джерело: «Керівництво з льотної експлуатації літака Ан-2», М.,«Воздушный транспорт, 1984 р.»
Основні характеристики
- Екіпаж: 2 особи
- Пасажиромісткість: 12 осіб
- Вантажопідйомність: 1 500 кг
- Довжина: 12,40 м
- Висота: 5,35 м
- Розмах крила: 18,17 м (верхнє), 14,23 м (нижнє)

- Площа крила: 71,52 м2
- Нормальна злітна маса: 4660 кг
- Максимальна злітна маса: 5250 кг
- Маса палива у внутрішніх баках: 900 кг
- Силова установка: 1 × Поршневий АШ-62ІР  1000 к.с. ( 735 кВт)
- Повітряний гвинт: В-509А-Д7, В-509А-Д7, АВ-2
- Діаметр гвинта: 3,60 м

Льотні характеристики
- Крейсерська швидкість: 185 км/год
- Практична дальність: 900 км
- Перегінна дальність: 2000 км
- Довжина розгону: 105 м
- Довжина пробігу: 140 м

## Рекорди
- Найбільший у світі одномоторний біплан[12].
- 11 квітня 2017 року — під час випробувального польоту літак Ан−2−100 підняв вантаж рекордної для свого класу ваги в 3202 кг на висоту 2700 м[12][13].
- У серпні 2015 Міхаель Манусакіс (Michael Manousakis), голова фірми продажу старої військової техніки «Morlock Motors» (Німеччина), перетнув Атлантичний океан на старенькому АН-2, у який він вмонтував додаткові баки для пального. Льотчик купив 41-річний списаний літак у ВПС Польщі і трохи його модернізував. Манусакіс летів за маршрутом Німеччина—Шотландія—Ісландія—Гренландія—Канада—Нью-Йорк, на що витратив менш ніж 24 години. Мотивом перельоту Мануасакіса був обмін — його американський партнер за будь-що бажав мати АН-2 — за нього він пообіцяв Манусакісу віддати свій Cessna 02[14]. Врешті Манусакіс залишив літак собі.

## Аварії та катастрофи
З літаками типу Ан-2 відбулося принаймні 618 відомих авіакатастроф у різних льотних пригодах світу, у яких загинуло щонайменше 768 осіб (станом на 16 вересня 2017 року).

## Встановлені як пам'ятник
| Місцезнаходження                                             | Фото |
| ------------------------------------------------------------ | --- |
| Державний музей авіації, Київ                                | https://aviamuseum.com.ua/uploads/images/original/0/9/an2_1428681024_1.jpg [Архівовано 9 березня 2022 у Wayback Machine.] |
| м. Гостомель                                                 | |
| Музей дальньої авіації, Полтава                              | [недоступне посилання з серпня 2019]                                                                                      |
| Музей партизанської слави «Спадщанський ліс» біля м. Путивль | [недоступне посилання з серпня 2019]                                                                                      |
| м. Березань, в парку                                         | |